# Phenoxazin
Phenoxazin ist eine heterocyclische Kohlenstoffverbindung. Das Gerüst des Phenoxazins, ein Oxazin, an das zwei Benzolringe kondensiert sind, tritt als Grundkörper einiger natürlich vorkommender Stoffe, z. B. der Actinomycin-Antibiotika und der Indaminfarbstoffe, auf. So sind Lackmus und Orcein Phenoxazinfarbstoffe.

## Verwendung
Phenoxazinderivate (wie Oxonin und Capriblau GN) wurden früher zur Seidenfärberei eingesetzt, aufgrund ihrer mangelnden Lichtechtheit verschwanden sie jedoch im Laufe der Zeit vom Markt. Da ihre Lichtbeständigkeit auf Acrylfasern deutlich besser ist, erlebten diese Farbstoffe eine Renaissance.